# Кобылинский, Евгений Степанович
Евге́ний Степа́нович Кобыли́нский (29 сентября (11 октября) 1875, Киев, Российская империя — декабрь 1927, Москва, СССР) — российский военнослужащий, полковник, начальник Царскосельского караула и особого отряда по охране царской семьи в Тобольске.

## Биография

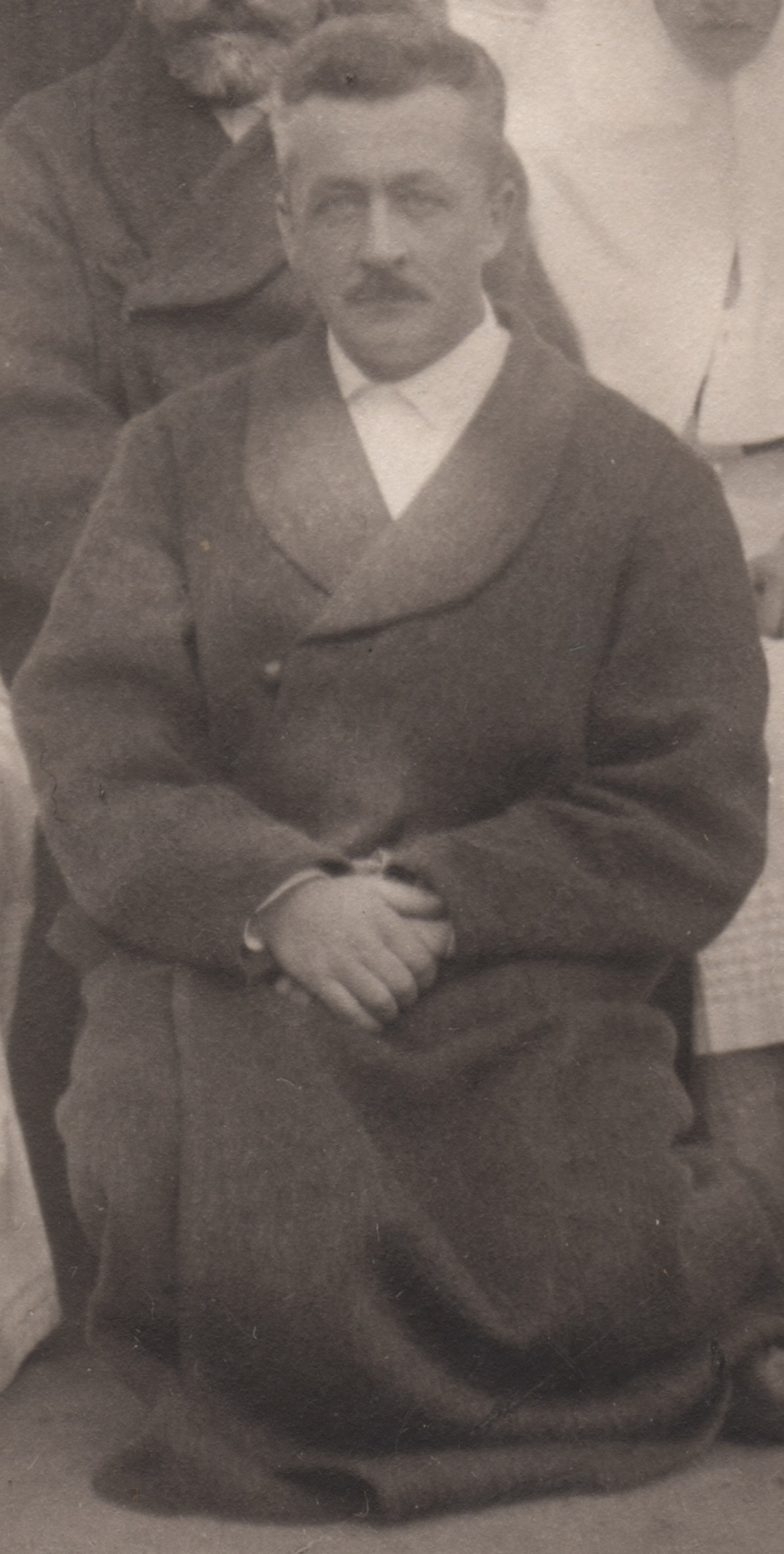
Е.С. Кобылинский. Май 1916 г.

Родился 29 сентября 1875 года в Киеве в дворянской семье. Окончил Киевский кадетский корпус и военное училище.
На 1 января 1909 года — поручик лейб-гвардии Санкт-Петербургского полка.
На фронтах Первой мировой войны с 1914 года в составе лейб-гвардии Петроградского полка. В бою под Лодзью 8 ноября 1914 года получил ранение в ногу с поражением нерва и лишь благодаря искусству врачей остался жив. В марте 1915 года вернулся в свой полк, а в июле под Гутой Старой его контузило. Вследствие этой контузии развился нефрит в очень тяжелой форме. Кобылинский был признан негодным к строевой службе и вернулся в Петроград, в запасной батальон полка.
После Февральской революции c 1 марта 1917 года — комендант Александровского дворца и начальник охраны бывшего царя Николая II. Поскольку отношение народа к отрекшемуся императору было достаточно негативным, для него была сформирована охрана, в которой состояло 330 военнослужащих и 6 офицеров. Генерал-лейтенант Корнилов, представив Государыне нового коменданта, поручился в его преданности и такте. 9 (22) марта Е.С. Кобылинский встречает поезд, на котором в Царское Село прибыл Николай II. Из воспоминаний Кобылинского:
«Не могу забыть одного явления. В поезде с Государем ехало много лиц Свиты. Когда Государь вышел из вагона, эти лица посыпались на перрон и стали быстро-быстро разбегаться в разные стороны, видимо, проникнутые чувством страха, что их узнают. Прекрасно помню, что так удирал тогда генерал-майор Нарышкин и генерал-майор Цабель. Сцена была весьма некрасива».
Выбор Корнилова оказался удачным. Кобылинский работает столько, что «часто не завтракает и не обедает» (Из письма Государыни М. М. Сыробоярской от 30 июля). Для сопровождения Семьи в Тобольск Керенский обязал полковника Кобылинского сформировать отряд охраны, а для подкрепления полномочий вручил бумагу, которая предписывала: «Слушаться распоряжений полковника Кобылинского как моих собственных. Александр Керенский». Отрядный комитет, проигнорировав как документ, так и подпись, самостоятельно набрал команду крайне левого направления. Кобылинский решительно заявил, что он с этим составом караула не поедет. Керенский долго, но тщетно уговаривал Комитет. Наконец вспомнил, что он – военный министр, и потребовал подчинения. Но все же в отряд проникло много красных «товарищей».
В Тобольске Кобылинский и его помощник Макаров постарались превратить дом, предназначенный для Царственных Узников, в уютный и комфортный. Его отремонтировали, купили мебель, рояль для Великих Княжон, пружинные кровати для Их Величеств.
Наставник Цесаревича Пьер Жильяр:
«Император очень страдал от недостатка физических упражнений. Полковник Кобылинский, которому он на это пожаловался, велел притащить стволы буковых деревьев и купил несколько пил и топоров, так что мы могли готовить дрова для кухни и печей. Это было одно из главных развлечений во время нашего заключения в Тобольске»
После перевода арестованного Николая II из Тобольска в Екатеринбург, Кобылинский остаётся и некоторое время живёт в городе.
В июне 1918 года, когда белые занимают город, Кобылинскому предложено принять командование над «тобольским ополчением», но он категорически отказывается. В декабре 1918 года призван в войска Колчака, с белой армией идёт до конца: его служба у белогвардейцев завершается в декабре 1919 года на станции Минино возле Красноярска.
В декабре того же года Кобылинский попадает в Чрезвычайную комиссию. Его регистрируют и отпускают, однако вскоре вновь задерживают как белого офицера. С декабря 1919 по сентябрь 1920 года он сидит в концлагерях, потом попадает на службу в Красную армию. Служит сначала делопроизводителем, потом старшим делопроизводителем, наконец казначеем в 5-й армии.
В июле 1921 года демобилизован и с группой 200 бывших офицеров направлен на жительство на Волгу, в город Рыбинск. Там же как бывший офицер взят на учёт в ГПУ. Кобылинский в Рыбинске живёт с женой Клавдией Битнер и сыном Иннокентием. Кобылинский работает статистиком в Рыбинском губернском статистическом бюро. В 1926 году снят с учёта в ГПУ. Получает возможность ездить по стране. В конце декабря 1926 года посещает Ленинград.
В середине 1920-х годов власти начинают разыскивать царские ценности. Бывшая камеристка царской семьи Паулина Межанц на допросе в Тобольске показывает, что драгоценности бывшего государя могут быть у Кобылинского. Из Тобольска в Рыбинское ГПУ приходит запрос, к которому приложены выписки из книги учителя царской семьи Жильяра, где он пишет, что Кобылинский был «лучшим другом» опального императора. ГПУ предполагает, что он может знать место сокрытия царских драгоценностей.
Рыбинское ГПУ инспирирует «монархический заговор» и «обнаруживает» связь Кобылинского с югославскими белогвардейцами. Следствие длится с 11 июня по 11 сентября 1927 года. Вместе с восемью «белогвардейцами» Кобылинский приговорён к расстрелу. В спешке следователи Рыбинского ГПУ даже не удосужились расследовать главный вопрос, интересовавший их уральских и сибирских коллег — вопрос о царских ценностях. В уголовное дело Кобылинского подшита его предсмертная открытка жене и сыну, датированная 1 декабря 1927 года. Написана она в московской Бутырской тюрьме, где он и был расстрелян.

## Семья

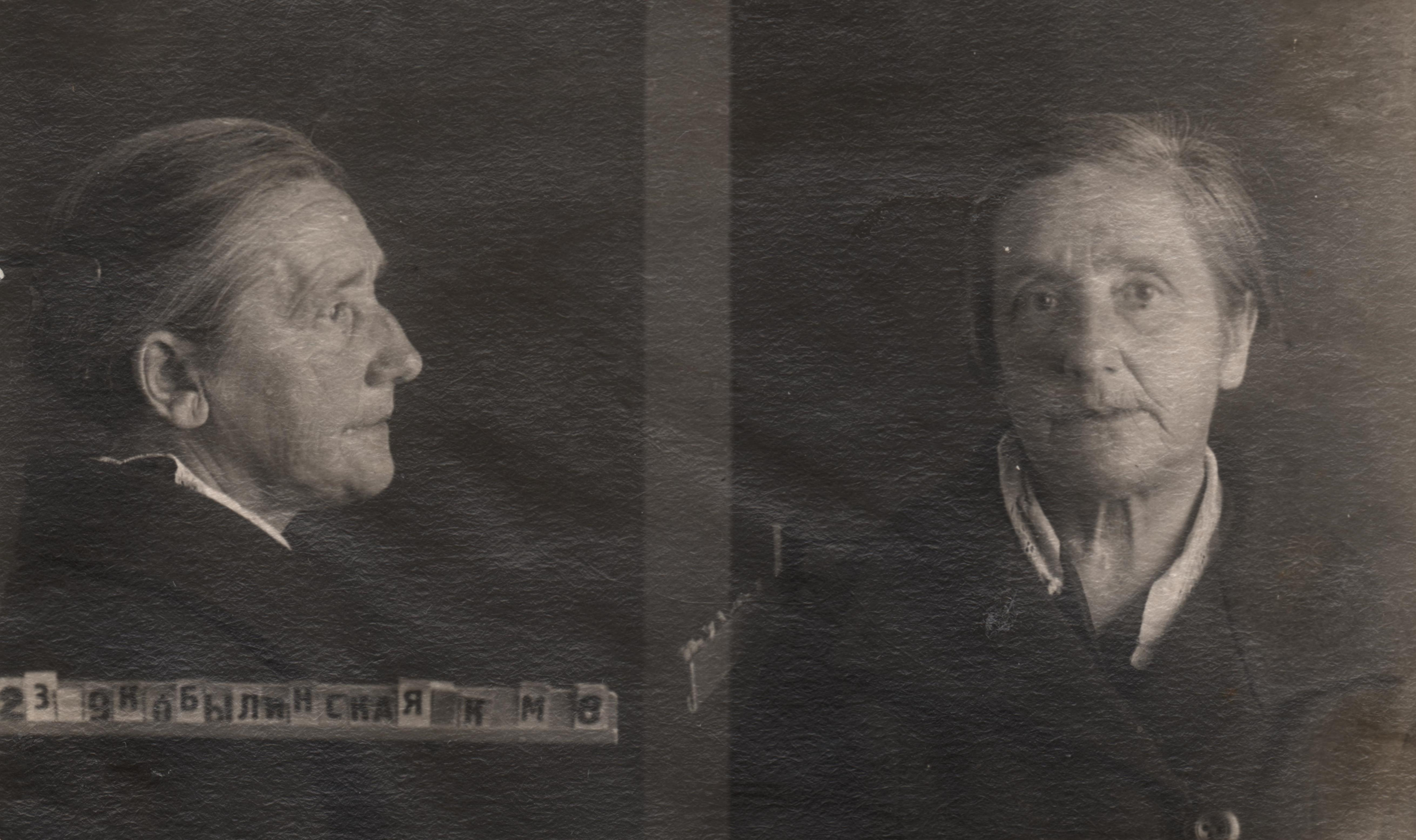
К.М. Кобылинская. Фотография из следственного дела 1937 г.

- К.М. Кобылинская. Фотография из следственного дела 1937 г.[7]Жена — Клавдия Михайловна Кобылинская (Битнер) род. 20 июня 1878 — бывшая учительница Мариинской царскосельской гимназии, потом воспитательница царских детей в Тобольске. В Орехово-Зуеве проживала с сыном на улице имени Феликса Дзержинского, 45. Работала преподавателем иностранных языков на рабфаке, подрабатывала частными уроками. 10 сентября 1934 года в связи с делом о «романовских ценностях» была арестована. Будучи допрошенной, сообщила, что видела в руках мужа ларец, «источающий блеск» драгоценностей, которые тот передал на хранение тобольскому купцу Константину Печекосу. Через несколько дней её отпустили, но вскоре вновь арестовали. После 27 допросов, УНКВД по Московской области осудило Кобылинскую за контрреволюционную деятельность и антисоветскую агитацию и приговорило к высшей мере наказания — расстрелу. 27 сентября 1937 года приговор был приведён в исполнение на Бутовском полигоне. 16 марта 1956 года постановлением Военной Коллегии Верховного Суда СССР была реабилитирована. 
  - Сын — Иннокентий Евгеньевич Кобылинский (род. 1920, Омск). Учился в Орехово-Зуевском ФЗУ, посещал театральную студию, работал токарем на Подгорной фабрике Ореховского хлопчатобумажного комбината[8].  В сентябре 1939 года Орехово-Зуевским военкоматом призван в Рабоче-Крестьянскую Красную армию. В РККА был принят в члены ВЛКСМ. Получил воинское звание — гвардии лейтенант. В конце 1944 года стал кандидатом в члены ВКП (б). В годы Великой Отечественной войны воевал в составе 300 гвардейского стрелкового полка 99-й гвардейской ордена Кутузова стрелковой Свирской дивизии. Был командиром взвода противотанковых ружей, затем автоматчиков[8]. Храбро сражался с фашистами во время освобождения Украины, под Сталинградом, на Западном и Карельском фронтах. Награждён медалью «За отвагу» (8 августа 1944) и орденом Красной Звезды (30 июня 1945). За годы войны он четырежды ранен — в 1941, 1942 и 1945 (трижды тяжело). В марте 1945 года участвовал в освобождении Венгрии, где в одном из боёв за населённый пункт Кенез проявил героизм и был тяжело ранен. Всю весну был в госпитале, а в июне, после выздоровления, ему вручили орден Красной Звезды. В представлении воина к боевой награде командир 300 гвардейского полка гвардии полковник Данилов отметил «смелость и умелое командование взводом в бою». После войны на воинский учёт в военкомате Орехово-Зуево не встал[9], поселился на Сахалине (город Оха), работал слесарем. После переезда в Биробиджан у него 5 июня 1953 года от законной супруги Аграфены Даниловны родился сын Сергей. В это время он работал директором клуба Дальневосточной железной дороги МПС СССР. В 1954 году Кобылинские переехали в Мурманск, где Иннокентий Евгеньевич Кобылинский прожил с семьей до сентября 1971 года[8].

Сыновья Юра и Андрей носили фамилию жены Веры, про Сергея не слышали, есть внук Сергей и две правнучки

## Киновоплощение
- 1971 — «Николай и Александра», США. В роли Евгения Кобылинского Джон Вуд
- 2000 — «Романовы. Венценосная семья», Россия. В роли Евгения Кобылинского  Владимир Конкин